# Bergesen Island
Bergesen Island är en ö i Kanada.   Den ligger i territoriet Nunavut, i den nordöstra delen av landet, 2 900 km norr om huvudstaden Ottawa. Arean är 56 kvadratkilometer.
Terrängen på Bergesen Island är kuperad. Öns högsta punkt är 905 meter över havet. Den sträcker sig 16,1 kilometer i nord-sydlig riktning, och 10,4 kilometer i öst-västlig riktning.